# 大館城 (陸奧國)
大館城（おおだてじょう）是福島縣磐城市平存在的古城。由於位於現今飯野八幡宮的位置，一般又稱之飯野平城（いいのだいらじょう）。